# Vĩnh Yên
 (mars 2014).
Si vous disposez d'ouvrages ou d'articles de référence ou si vous connaissez des sites web de qualité traitant du thème abordé ici, merci de compléter l'article en donnant les références utiles à sa vérifiabilité et en les liant à la section « Notes et références ».
Vĩnh Yên est la capitale de la Province de Vĩnh Phúc, située dans la région du delta du fleuve Rouge, au nord du Vietnam. Sa population s'élève à quelque 76 650 habitants. Sa surface couvre 50.87 km².

## Histoire
Vĩnh Yên, dans le contexte de la guerre d'Indochine, fut le théâtre, en janvier 1951, d'une bataille entre les troupes de l'Union française, conduites par le général Jean de Lattre de Tassigny, et celles du général Võ Nguyên Giáp, du Viêt Minh. Les vietminhs essayèrent de s'emparer du site, mais durent finalement abandonner face à la résistance française. La bataille de Vĩnh Yên se solda en fin de compte en une lourde défaite pour les forces de Giáp. 
La ville accueillit également, en 2012, la Coupe d'Asie de volley-ball masculin.